# جيني واد
جيني واد (بالإنجليزية: Jenny Wade)‏ هي ممثلة أمريكية، ولدت في 6 أكتوبر 1978 بيوجين في الولايات المتحدة.

## أعمال

### أفلام
- (2009) إخوة[4][5]

### مسلسلات
- بوشنغ ديزيز[6]
- ذا قود قايز 2010
- ريبر

## وصلات خارجية
- جيني واد على موقع IMDb (الإنجليزية)
- جيني واد على موقع ألو سيني (الفرنسية)
- جيني واد على موقع أول موفي (الإنجليزية)
- جيني واد على موقع قاعدة بيانات الأفلام السويدية (السويدية)
- جيني واد على موقع قاعدة بيانات الفيلم (الإنجليزية)
- جيني واد على موقع كينوبويسك (الروسية)